# 高市貴
高 市貴（こう しき、生年不詳 - 538年）は、中国の東魏の軍人。本貫は善無郡。

## 経歴
北魏の孝昌初年、恒州の劉崙らが乱を起こすと、市貴は都督となって、兵を率いて劉崙を討ち、一戦して撃破した。撫軍将軍・諫議大夫に累進した。永安元年（528年）、爾朱栄が孝荘帝を擁立したとき、市貴は推戴に協力した。衛将軍・光禄大夫・秀容大都督・第一領民酋長に転じ、上洛県伯の爵位を受けた。爾朱栄が葛栄を滏口で攻撃すると、市貴は前鋒都督をつとめた。葛栄が平定されると、市貴は使持節・汾州刺史に任じられ、まもなく晋州刺史となった。建明元年（530年）、紇豆陵歩藩が并州に侵入すると、市貴は高歓に従って戦功を挙げ、驃騎大将軍・儀同三司に任じられ、常山郡公に封じられた。
普泰元年（531年）、高歓が反爾朱氏の兵を起こすと、市貴もこれに参加した。樊子鵠が叛くと、市貴は大都督の婁昭の下で乱を討った。樊子鵠が平定されると、市貴は西兗州刺史に任じられたが、州には赴任しなかった。天平元年（534年）、再び晋州刺史に任じられた。高歓の命により洪峒の要所に派遣されて駐屯した。
天平4年（537年）、高歓が沙苑の戦いで敗北し、晋州行事の封祖業が城を放棄して撤退すると、州民の柴覧が人々を率いて東魏から離反した。高歓が市貴に命じて柴覧を討たせると、柴覧は柴壁に逃亡し、市貴は柴覧を撃破して斬った。このとき、東雍州と南汾州の間には民衆叛乱が多かったが、市貴が柴覧を平定すると、みな帰順して生業に復したとされる。後に秀容の5000戸が山胡に呼応して叛くと、市貴は行台となり、東魏の諸軍を率いて乱を平定した。元象元年（538年）、高歓の下で宇文泰を邙山に討った。晋州刺史・西道軍司となり、兵を率いて懐州の潘集の乱を討った。現地に到着する前に、道中で病没した。都督并汾懐建東雍五州諸軍事・太尉公・并州刺史の位を追贈された。
子の高阿那肱が後主の側近として気に入られるようになると、市貴は成皐王に追封された。次男の高孔雀が市貴の後を嗣いだ。

## 伝記資料
- 『北斉書』巻19 列伝第11